# Limnophora appropinquans
Limnophora appropinquans este o specie de muște din genul Limnophora, familia Muscidae, descrisă de Stein în anul 1909. Conform Catalogue of Life specia Limnophora appropinquans nu are subspecii cunoscute.